# راتسوویتسه
راتسوویتسه (به چکی: Rácovice) یک منطقهٔ مسکونی در جمهوری چک است که در منطقه تربیچ واقع شده‌است. راتسوویتسه ۷٫۲۱ کیلومتر مربع مساحت و ۱۰۶ نفر جمعیت دارد و ۴۶۳ متر بالاتر از سطح دریا واقع شده‌است.